# Malabargråtoko
Malabargråtoko (latin: Ocyceros griseus) er en næsehornsfugl, der lever i sydvestlige Indien.